# Tamgrinia
Tamgrinia es un género de arañas araneomorfas pertenecientes a la familia Agelenidae. Se encuentra en Asia.

## Especies
Según The World Spider Catalog 12.0:
- Tamgrinia alveolifera (Schenkel, 1936)
- Tamgrinia coelotiformis (Schenkel, 1963)
- Tamgrinia laticeps (Schenkel, 1936)
- Tamgrinia rectangularis Xu & Li, 2006
- Tamgrinia semiserrata Xu & Li, 2006
- Tamgrinia tibetana (Hu & Li, 1987)
- Tamgrinia tulugouensis Wang, 2000